# Komorówko (województwo wielkopolskie)
Komorówko – wieś w Polsce położona w województwie wielkopolskim, w powiecie grodziskim, w gminie Rakoniewice.
W latach 1975–1998 miejscowość administracyjnie należała do województwa poznańskiego.